# Lygodactylus inexpectatus
Lygodactylus inexpectatus är en ödleart som beskrevs av  Pasteur 1965. Lygodactylus inexpectatus ingår i släktet Lygodactylus och familjen geckoödlor. Inga underarter finns listade i Catalogue of Life.